# Antarktis
Antarktis är land- och havsområdena kring Sydpolen. Antarktis, som även är en egen djurgeografisk region (antarktiska regionen), är till skillnad från Arktis en riktig kontinent med en landmassa som ligger ovanför havsytan. Det är den enda kontinent som saknar bofast mänsklig befolkning, men det finns fler eller färre tillfälliga boende.

## Etymologi

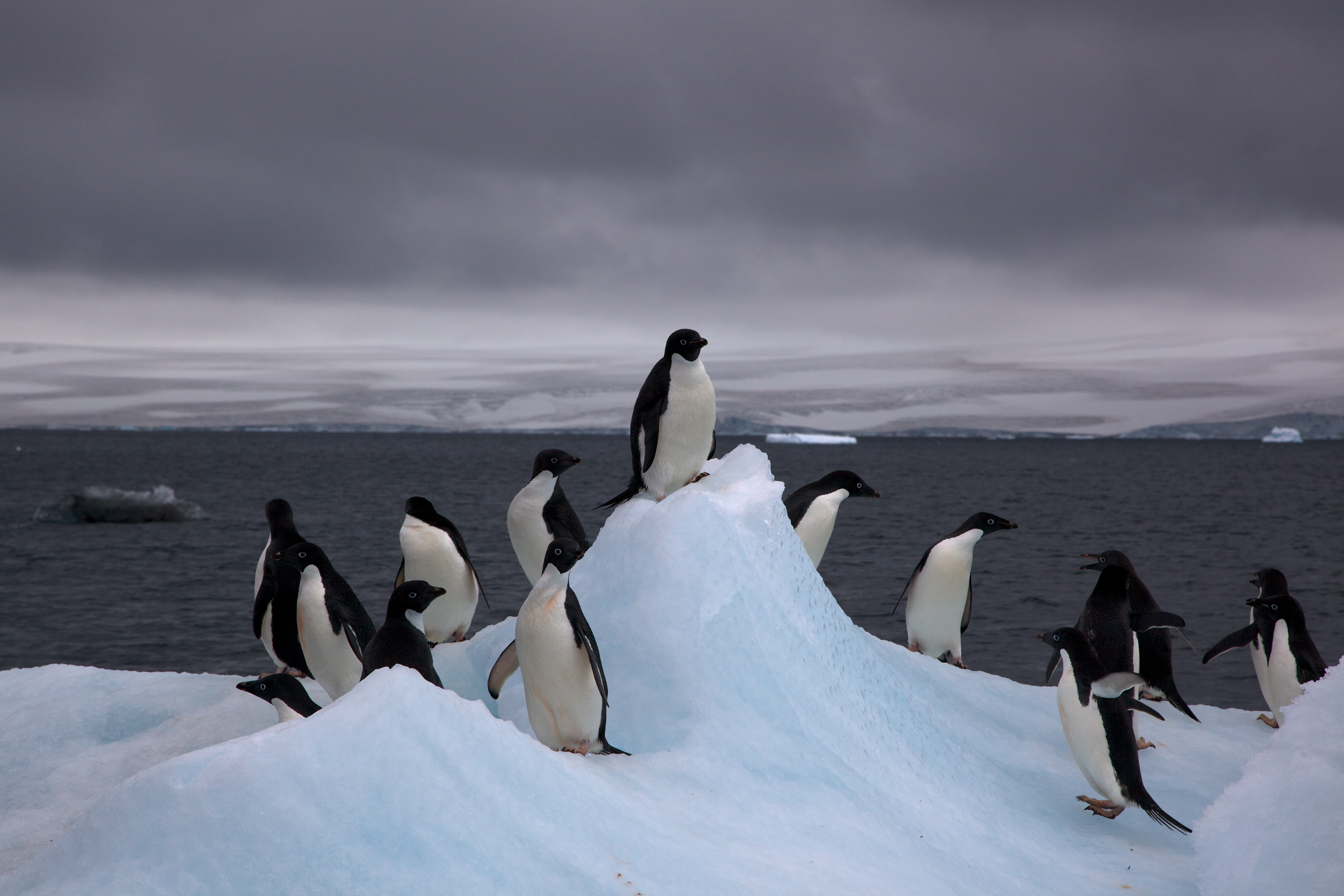
Adéliepingvin finns i Antarktis och har svenskt och vetenskapligt artnamn efter området Adélieland i Antarktis.

Namnet Antarktis är en latinisering av det grekiska sammansatta ordet ἀνταρκτική, antarktiké, femininum av ἀνταρκτικός, antarktikós, som betyder "motsatsen till Arktis, det vill säga "motsatsen till norr".
Aristoteles skrev i sitt verk om meteorologi, Μετεωρολογικά, om en Antarktisk region, cirka 350 f.Kr. Den grekiske eller feniciske kartografen Marinus från Tyros ska ha använt namnet i sin världskarta från 100-talet e.Kr., som inte finns bevarad. De romerska skriftställarna Gaius Julius Hyginus och Lucius Apuleius använde under första och andra århundradet e.Kr. det latiniserade begreppet från grekiskan, polus antarcticus. Från detta härrör fornfranska pole antarktike (1270 e.Kr.), som i modern tappning blivit pôle antarctique. Det lånades vidare till medelengelskans pol antarktik i en teknisk avhandling 1391 av den engelske poeten och diplomaten Geoffrey Chaucer och har i modern form blivit Antarctic Pole.
Det första formella omnämnandet av kontinenten som "Antarktis" dokumenterar sig till 1890-talet och den skotske kartografen John George Bartholomew. I det svenska språket finns Antarktis dokumenterat i geografisk betydelse sedan 1837.

## Historia

### Antarktis uppkomst
Jorden har inte alltid sett likadan ut som den gör i dag. På grund av plattektonik och kontinentaldrift förflyttar sig jordens kontinenter över tid. Den berggrund som idag utgör Antarktis befann sig för 450 miljoner år (Ma) sedan vid ekvatorn. För ungefär 200 miljoner år sedan fogades den antarktiska kontinentalplattan samman med jordskorpan i de sydamerikanska, afrikanska, indiska och australiska plattorna. Landmassan kallades för Gondwana och utgjorde den södra delen av superkontinenten Pangaea. Denna superkontinent låg inte vid Sydpolen, vilket gjorde att Antarktis inte var det islandskap som det är nu, utan en varm och tropisk kontinent med riklig växtlighet bebodd av massor av olika djurarter, däribland dinosaurier.
För ungefär 180 miljoner år sedan började Antarktis och Afrika att brytas upp och ett stort hav mellan kontinenterna hade uppstått för 150 miljoner år sen. För 125 Ma bröt sig den indiska subkontinenten loss och började röra sig norrut, medan Australien och Nya Zeeland bröt sig loss för 100 Ma sedan. När Australien och Nya Zeeland hade brutit sig loss befann sig Antarktis redan över sydpolen.

### Kontinenten upptäcks

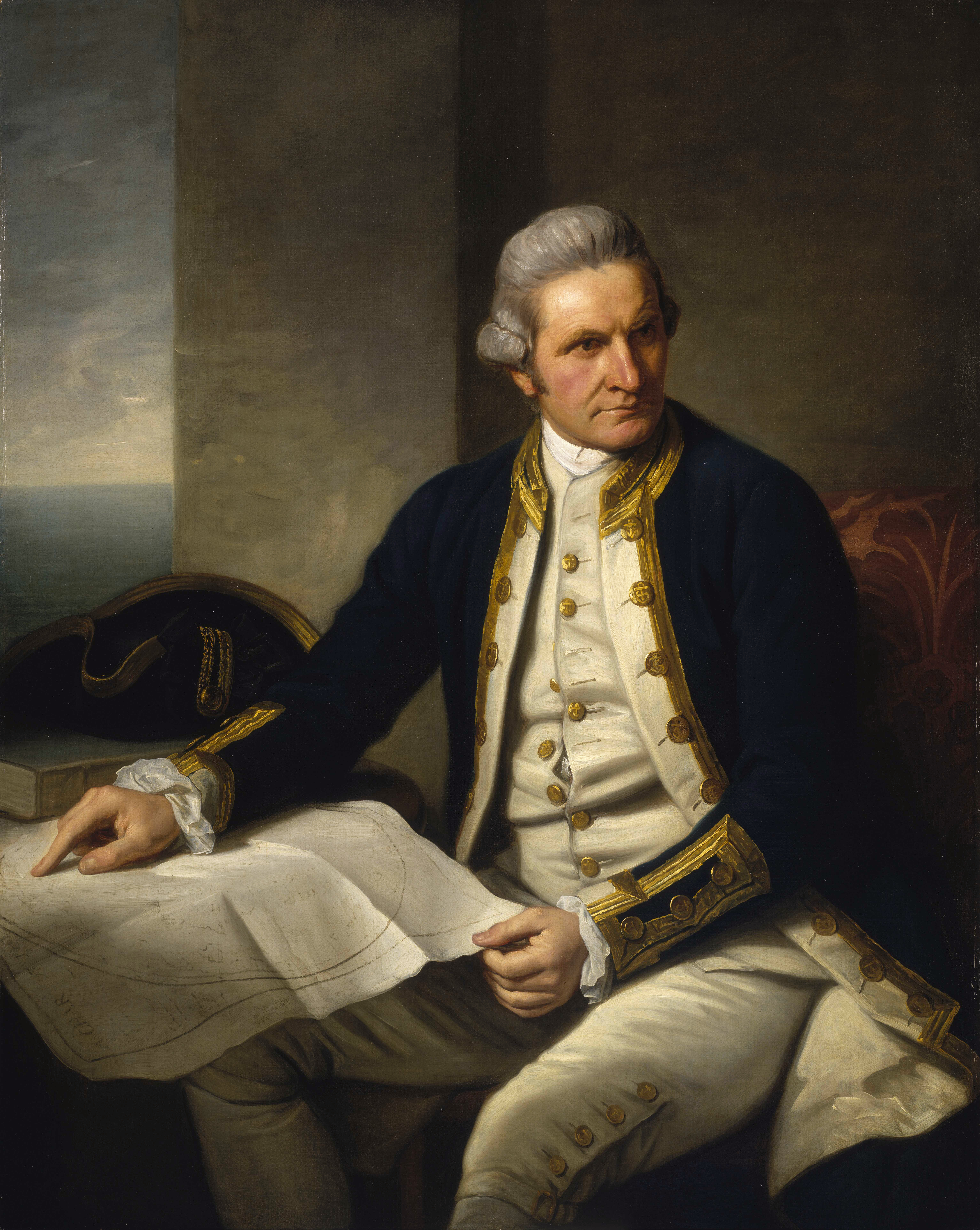
Den brittiske kommendörkaptenen James Cook försökte redan år 1773 nå Sydpolen med sitt fartyg Resolution.

Med hänsyn till Antarktis geografiska läge tog det lång tid innan kontinenten upptäcktes. Geografer och forskare hade dock i århundraden haft teorier om att en stor sydkontinent skulle existera. Detta antagande kallades för Terra Australis (Incognita), ’det (okända) södra landet’, och fanns på europeiska kartor från medeltiden ända till in på 1800-talet. Teorin fördes fram av den grekiske filosofen Aristoteles, men det var först under 100-talet som teorin utvidgades och uppmärksammades av geografen Klaudios Ptolemaios. Denne var övertygad om att en stor sydlig kontinent täckte stora delar av Indiska oceanen. Tanken om ett stort landområde nere i syd väckte stort intresse hos dåtida upptäcktsresande. Den brittiske upptäcktsresanden James Cook försökte redan 1773 att nå Terra Australis med sitt fartyg HMS Resolution. Cook nådde aldrig Antarktis, ty han sökte nå den från Stilla Havet där Antarktis kust ligger sydligare och hindrades av den tjocka packisen.
Flera försök att nå Antarktis gjordes efter Cook men man hindrades av det kalla stormiga havet. År 1820 var det den brittiske sjömannen Edward Bransfields tur att försöka nå kontinentens fastland. Bransfield har noterat i sina anteckningar att man skymtade ett is- och snötäckt land. Bransfield och hans följeslagare landsteg dock inte på fastlandet, utan förde istället utförliga kartanteckningar över området. Ryssen Fabian von Bellingshausen var även han under samma period som Bransfield på expedition runt Antarktis kuster. Han fann ett flertal öar och delar av Antarktis, bland annat har havet Bellingshausenhavet uppkallats efter honom. Den tredje i raden av upptäcktsresande på 1820-talet var segelfartygskaptenen Nathaniel Brown Palmer. Hans syfte med resan till Antarktis var, liksom för många andra resenärer, till största delen den stora efterfrågan på sälskinn. Palmer reste med fartyget Hero och utforskade främst södra delen av Antarktiska halvön 1820–1822. Han blev, tillsammans med sina medresenärer, de första amerikanerna att upptäcka Antarktiska halvön. Deras expedition blev lyckad då de fann ett flertal öar längs kusterna, bland annat Palmer Land, vilken upptäcktes den 16 november 1820 och uppkallades efter Nathaniel Palmer. I februari 1823 upptäckte britten James Weddell Weddellhavet efter att ha seglat med sitt valfångstfartyg på Antarktiska oceanen. 
Antarktis hade nu upptäckts av både val- och säljägare. Den första iakttagelsen av fastlandet Antarktis kan inte exakt tillskrivas en enda person. Känt är att en amerikansk säljägare gjorde den första kända landstigningen på kontinenten 1821. Rykten och rapporter började sedan, på 1830-talet, att sprida sig bland världens länder att en stor kontinent var belägen vid Sydpolen. Detta medförde att flera länder skickade iväg forskningsexpeditioner med förhoppningen att upptäcka nya landområden. Bland dessa kan James Clark Ross, Charles Wilkes och Jules Dumont d’Urville nämnas. De fann en rad betydelsefulla öar och kustområden. Ross påbörjade sin resa till Sydpolen den 29 september 1839 med två fartyg. Han namngav ett flertal landområden vid Antarktis som han själv hade upptäckt. Han upptäckte Rosshavet och gjorde en stor utforskning av Victoria Land. Han fann även två vulkaner på Rossön, Mount Terror och Mount Erebus, vilka han namngav efter sina båda fartyg.

## Geografi

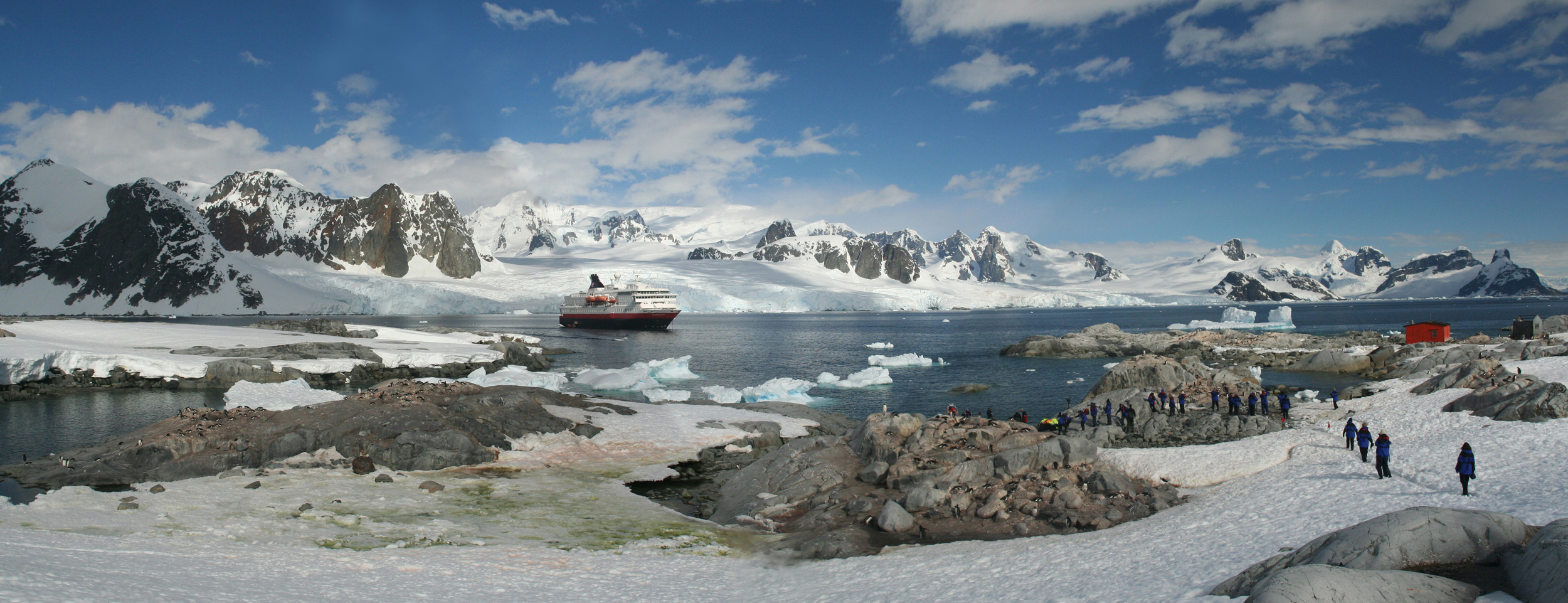
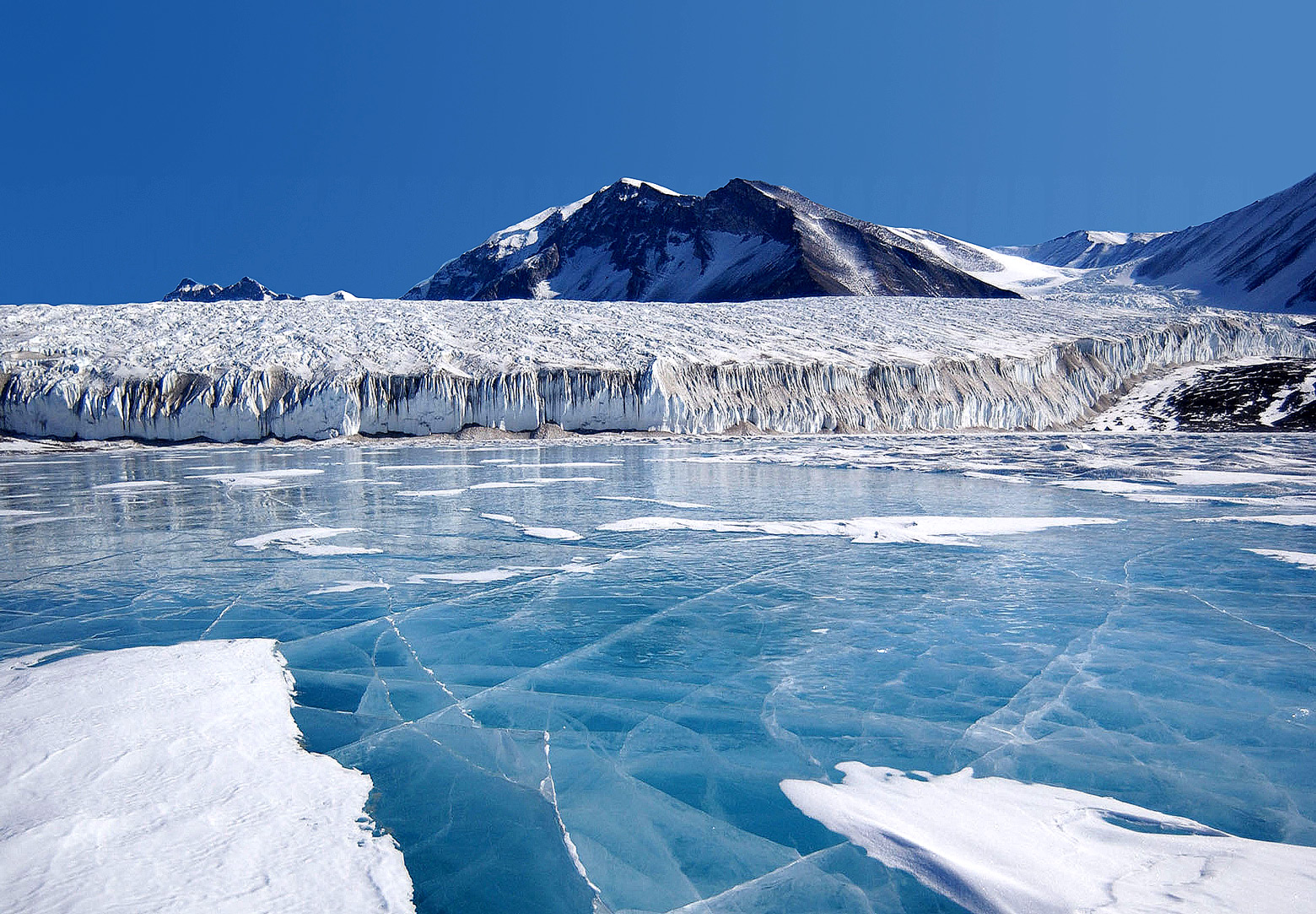
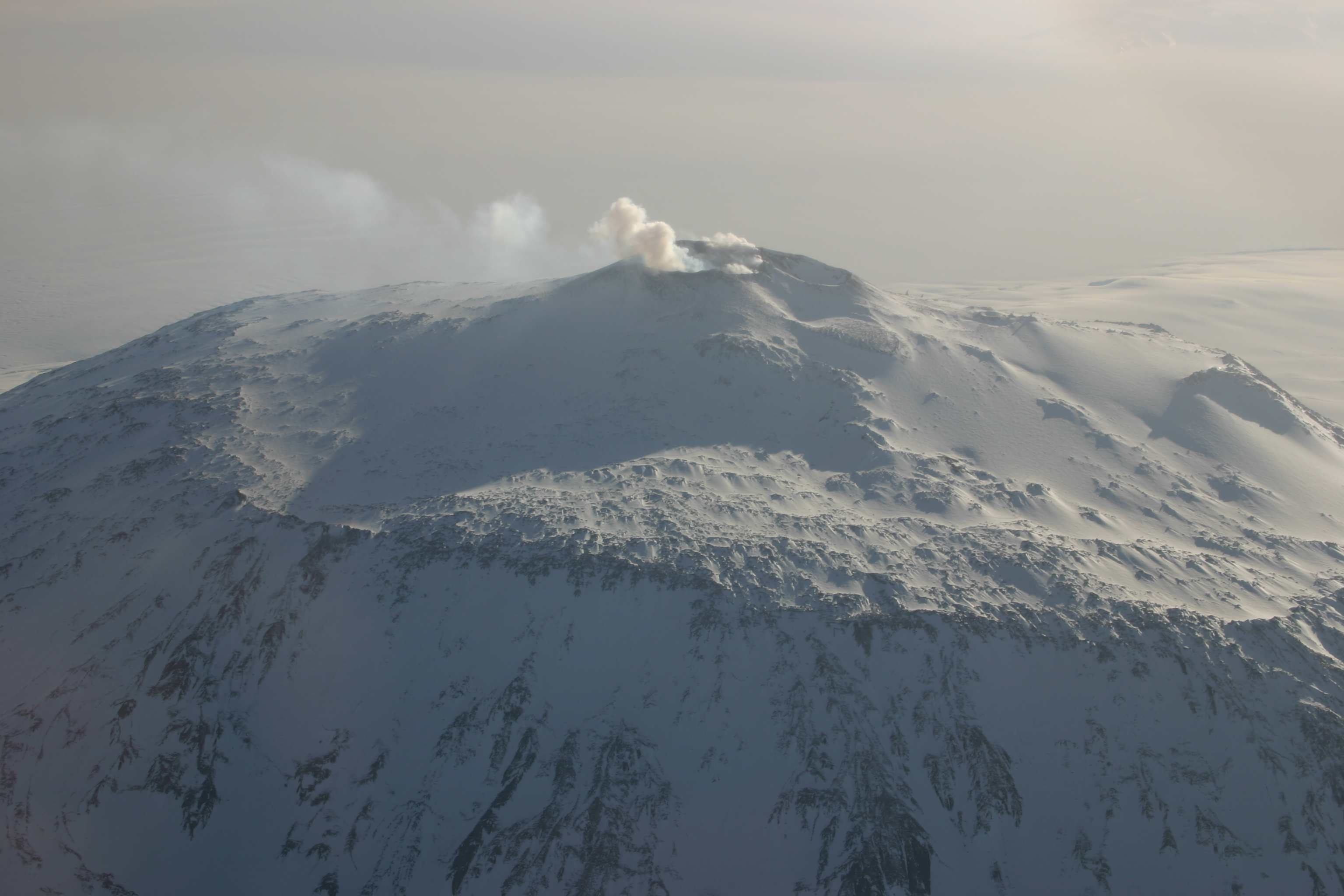
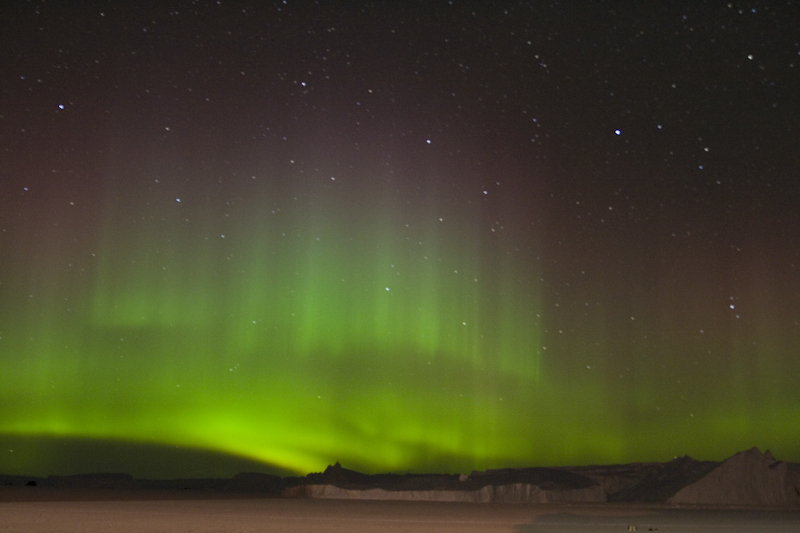

Den antarktiska kontinenten ligger till den största delen inom södra polcirkeln (cirka 66:e breddgraden). Med ungefär 14 miljoner km² är Antarktis större än Europa. En exakt storlek är svår att fastställa. Landmassor och angränsande havsområden ligger under isen som kontinuerligt ändrar storlek. Den växer efter snöfall och blir mindre när isberg bryts loss.
De Transantarktiska bergen delar kontinenten i en mindre västlig och en betydligt större östlig del. Den högsta bergskedjan är Vinsonmassivet med berget Mount Vinson som är 4 897 meter högt. Djupaste punkten som är täckt med is ligger 2 538 meter under havsytan. Runt om Antarktis sträcker sig den Antarktiska oceanen, vilken består av allt hav söder om 60:e sydliga breddgraden. Den närmast liggande punkten på en annan kontinent är sydspetsen av Sydamerika, Kap Horn, som ligger ungefär på 55:e sydliga breddgraden, eller omkring 1000 km från nordspetsen av antarktiska halvön, ungefär på samma avstånd som fågelvägen mellan Malmö och Umeå.

### Indelning
Indelningen av Antarktis sker i stora områden, hav och shelfis:
Områden:
- Antarktiska halvön
- Adelie Land
- Coats land
- Dronning Maud Land
- Enderby land
- George V Land
- Marie Byrd Land
- Neuschwabenland
- Wilkes Land

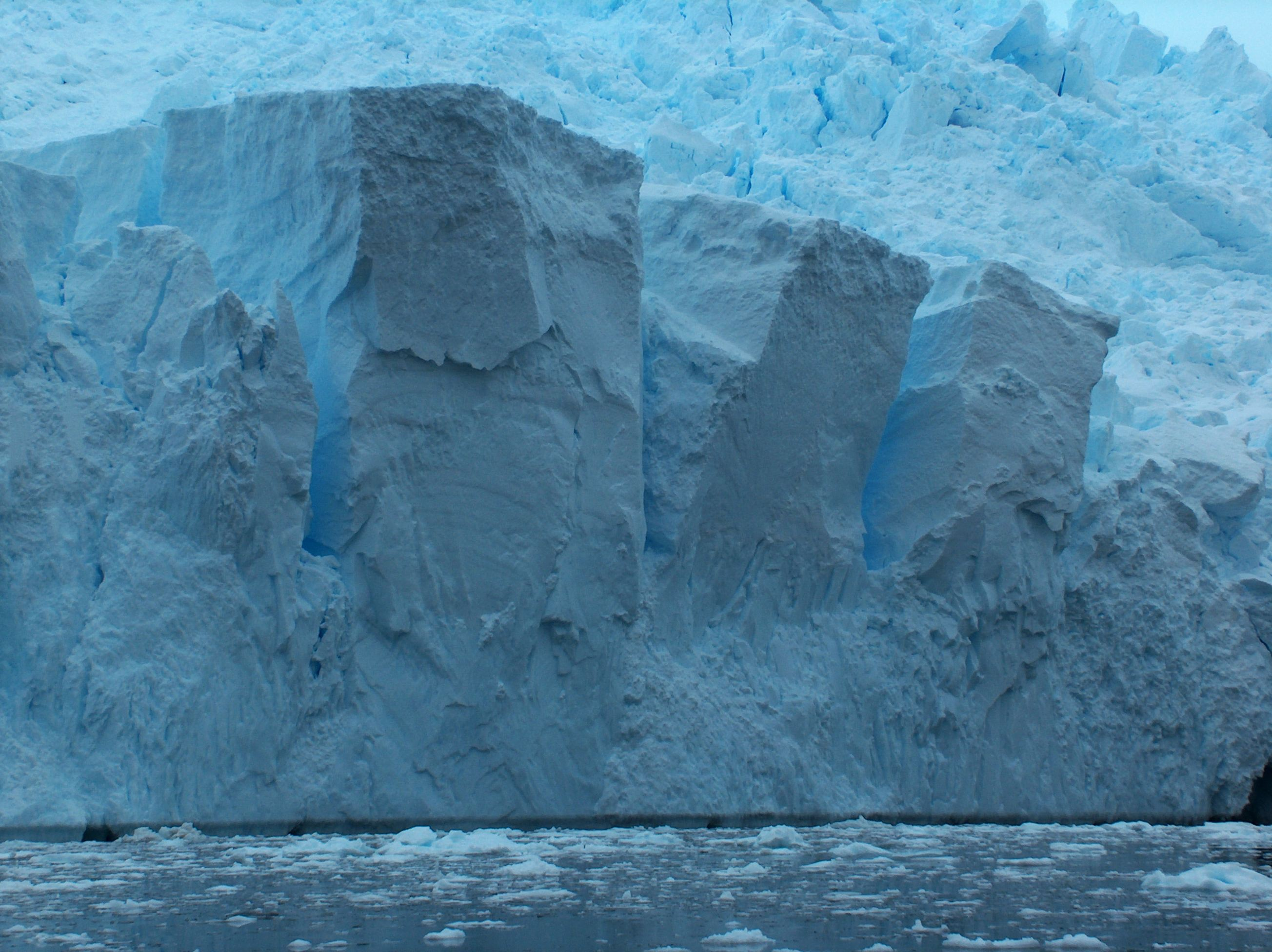
En glaciär på den Antarktiska halvön.

Hav: (randhav till Antarktiska oceanen)
- Scotiahavet
- Weddellhavet
- Rosshavet
- Amundsenhavet
- Bellingshausenhavet

Shelfisområden:
- Ross shelfis
- Riiser-Larsens shelfis
- Filchner-Rønnes shelfis
- Larsens shelfis

### Isen

#### Inlandsisen
Speciellt för Antarktis är att kontinenten är nästan helt täckt av is. Den antarktiska inlandsisen som är upp till 4 500 meter tjock innehåller omkring 90 procent av världens is och 60 procent av världens sötvattenreserver. Bara 280 000 km² (2 procent) av kontinentens yta är isfri, och består av områden med låg nederbörd eller bergskedjor som sticker upp genom isen.

#### Isberg
Då och då lossnar stora tillplattade isberg från shelfisen som flyter några tusen kilometer ut i havet. Det tar ibland många år tills ett stort isberg smälter helt. Ofta bryts ett isberg i många mindre delar under sin tid på havet. Den 30 april 1894 siktade man ett isberg i Sydatlanten vid 26°30′S 25°40′V / 26.500°S 25.667°V, vilket är den nordligaste positionen som ett isberg från Antarktis har siktats på.

### Klimat

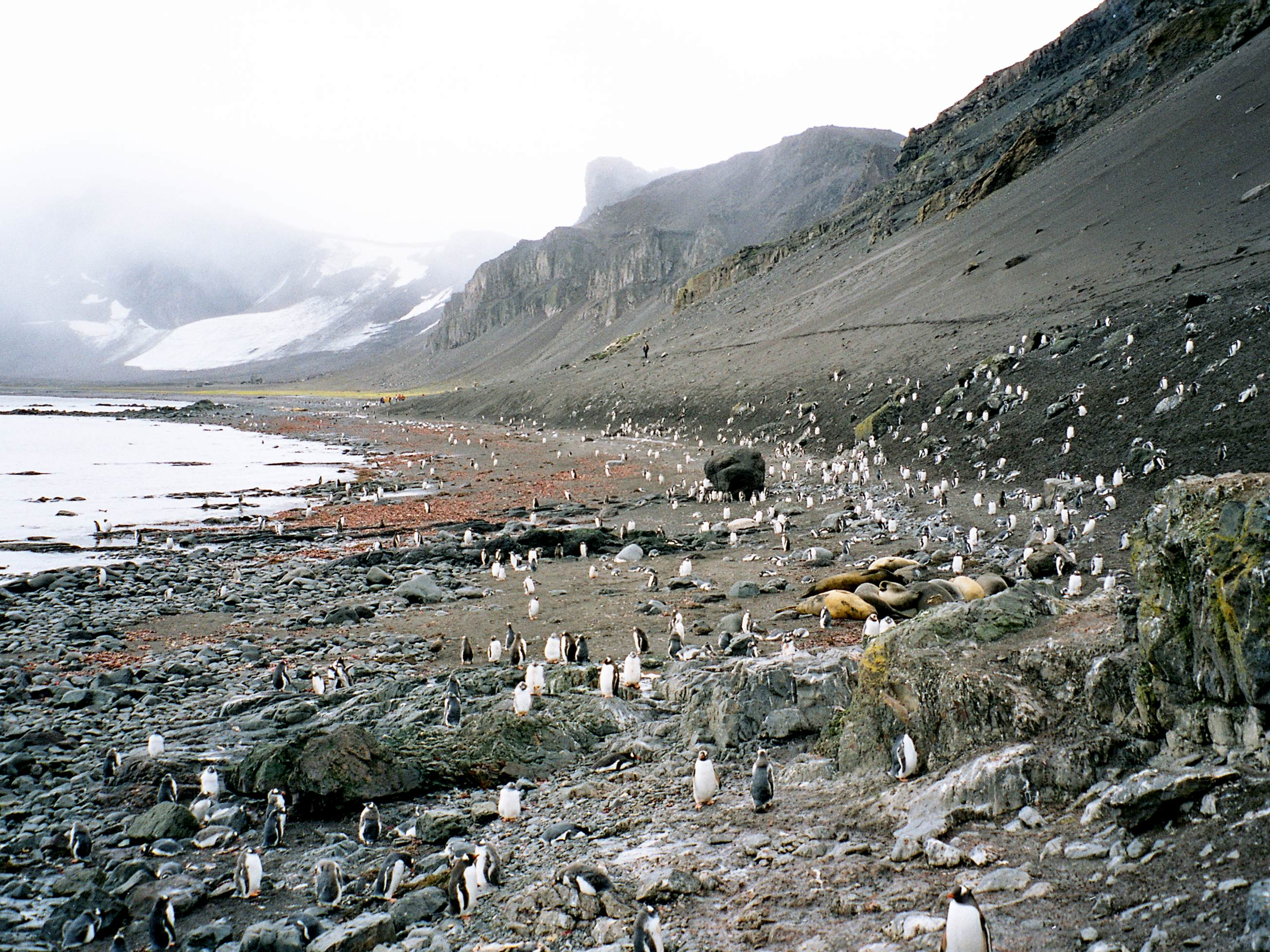
Strand med pingviner

Vädret på Antarktis skiljer sig på många sätt från klimat på andra kontinenter. Kontinenten är:
- den kallaste (I kontinentens mitt är medeltemperaturen −55 °C. Vid kusterna ligger temperaturen under vintern (juni) omkring −18 °C och under sommaren (januari) något över noll. Den 10 december 2013 presenterades ett nytt världs-köldrekord uppmätt med satellit, vid den norska delen Valkyriedomen på –94,7 °C, och innan dess stod sig det föregående rekordet på −89,2 °C vid den sovjetiska forskningsstationen Vostok sedan den 21 juli 1983.[16][17][18]
- den nederbördsfattigaste (vanligtvis faller nederbörd i Antarktis som snö). I kontinentens mitt ligger det årliga genomsnittet vid 40 liter per kvadratmeter (40 millimeter). Enligt definitionen är sådana områden att beteckna som öken. Den låga temperaturen håller avdunstningen nere. Vid kusterna är nederbörden betydligt större.) och
- den blåsigaste (I juli 1972 mättes vid den franska stationen Dumont d’Urville en vindhastighet på 327 kilometer i timmen, det vill säga 91 meter per sekund.)

Klimatet på Antarktis är betydligt kallare än klimatet på motsvarande breddgrader på det norra halvklotet. Detta beror till stor del på att det inte finns någon varm havsström liknande Nordatlantiska strömmen som ger ett varmare klimat, men också på att Antarktis är en kontinent. Detta innebär att de inre delarna klimatmässigt blir mer isolerade från omvärlden än motsvarande delar av Arktis.
Som jämförelse är årsmedeltemperaturen längst norrut på den antarktiska halvön jämförbar med den på Svalbard, och då är de nordligaste delarna av antarktiska halvön belägna ungefär på samma breddgrad som till exempel Umeå är på det norra halvklotet, och då har Umeå dessutom en betydligt högre årsmedeltemperatur än många städer i sydligaste Sydamerika.
I Antarktis mitt blir det aldrig plusgrader och den allra högsta temperaturen som hittills uppmätts på den geografiska sydpolen, vid Amundsen–Scott-basen, är cirka −13 °C.
Antarktis är även den enda kontinenten på hela jorden som har en av människan så gott som orörd natur, vilken även skyddas av Antarktisfördraget. Trots klimatet är Antarktis ett populärt turistmål under sommarsäsongen, bland annat tack vare den orörda naturen. Dock är det förhållandevis dyrt att resa hit, mycket på grund av all logistik och alla förberedelser som krävs.

### Flora och fauna

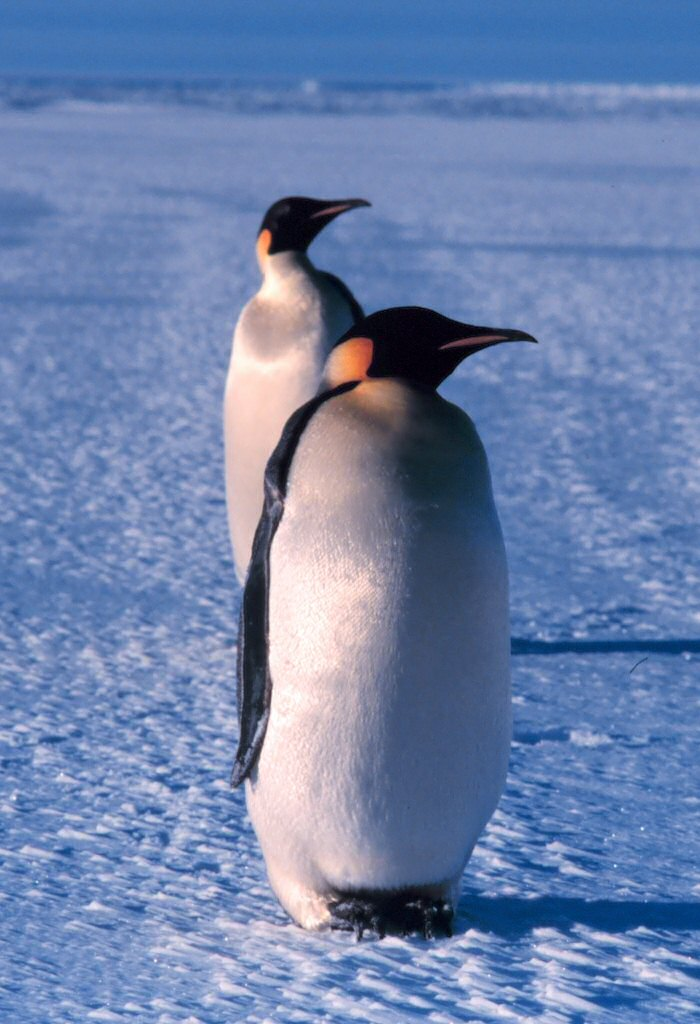
Kejsarpingviner

I havet runt Antarktis lever ett stort antal krill (Euphausia superba) och annat zooplankton som bildar basen i matkedjan för fiskar, bläckfiskar, pingviner, valar och sälar.
Cirkumpolärt utefter kusten häckar två pingvinarter, kejsarpingvinen och adeliepingvinen. Den sydgeorgiska piplärkan, Anthus antarcticus, är endemisk för Antarktis och förekommer enbart i gräsmarker i Sydgeorgien. Men det finns 18 andra fågelarter som häckar på Antarktis. Deras bon ligger på nunataker, isfria berg som sticker upp ur isen. På sommaren kommer mer än 100 miljoner flyttfåglar till området och de lever på isflaken och på de närliggande öarna. Sälarter i Antarktis är till exempel weddellsälen, krabbätarsälen och sjöleoparden. Runt kontinenten lever några av de största valarterna.
I motsats till det rika livet i oceanen är kontinentens mitt nästan tomt på organismer. På isfria områden som kallas antarktiska oaser växer mossor och lavar. Antarktis hyser endast två blomväxter, Colobanthus quitensis och Deschampsia antarctica. Det största landdjuret som lever permanent på Antarktis är en 6 millimeter stor fjädermygga (Belgica antarctica) som saknar vingar.

## Styre och politik

### Territoriella anspråk

Territoriella anspråk på Antarktis

Flera stater ställde under 1900-talet territoriella anspråk på Antarktis. Efter Antarktisfördraget saknar dessa anspråk praktiskt betydelse.
- Argentina: Argentinska Antarktis (25–74° V), utropat 1943.
- Australien: Australiska Antarktis (160–142° Ö samt 136–45° Ö), proklamerat 1933.
- Brasilien: intressezon 28–53° V, utropad 1986.
- Chile: Chilenska Antarktis (53–90° V), utropat 1940.
- Frankrike: Franska sydterritorierna (142–136° Ö), utropade 1924.
- Norge: Norska Antarktis (45° Ö–20° V), proklamerat 1939.
- Nya Zeeland: Ross Dependency (150°V–160° Ö), utropat 1923.
- Storbritannien: Falkland Islands Dependencies,  utropat 1908. Brittiska Antarktis (20–80° V), utropat 1962.

### Lagar
Eftersom Antarktis inte har någon egen lagstiftande församling och inte tillhör något land, kan man tro att inga lagar och inga domstolar finns. Men i praktiken gäller lagar från de olika basernas hemländer, ungefär som på fartyg till sjöss. Många länder med baser har också lagar som uttryckligen skyddar naturen i Antarktis. Antarktisfördraget innehåller sådana skyddsregler.

## Ekonomi
På Antarktis har man hittat ett stort antal naturrikedomar, till exempel järn, krom, koppar, guld och platina. Här finns dessutom kol, petroleum och naturgas, men i Antarktisfördraget är fastlagt att ingen får utvinna något av detta.
Fiskebolag hade 1998/1999 en officiell fångst från 120 000 ton i Antarktiska oceanen. Tillsammans med den illegala fångsten är mängden troligtvis flera gånger större.
Turism till Antarktis får en allt större omfattning. På grund av de stora förberedelser och höga kostnader (upp emot 150 000 kronor) som krävs är det mestadels välbeställda personer som kan resa hit. Under säsongen 2022-23 besökte drygt 105 000 personer kontinenten. Kryssningsfartyg föredrar Antarktiska halvön, som har höga berg. Detta område ligger dessutom närmast de permanent bebodda platserna i sydligaste Sydamerika, däribland staden Ushuaia, där det finns en stor hamn och en internationell flygplats.

### Kommunikationer
På Antarktis fastland finns inga permanenta flygfält och de enda tre fasta flygfält som förekommer ligger på King George Island (se Teniente R. Marsh Airport), på Seymourön (vid Marambiobasen) samt på Adelaide Island (vid stationen Rothera). Flygplan med skidor istället för hjul kan landa på utvalda platser på inlandsisen. Endast en procent av fastlandets is- och snöytor är lämpliga för mindre vanliga flygplan med hjul.

## Demografi

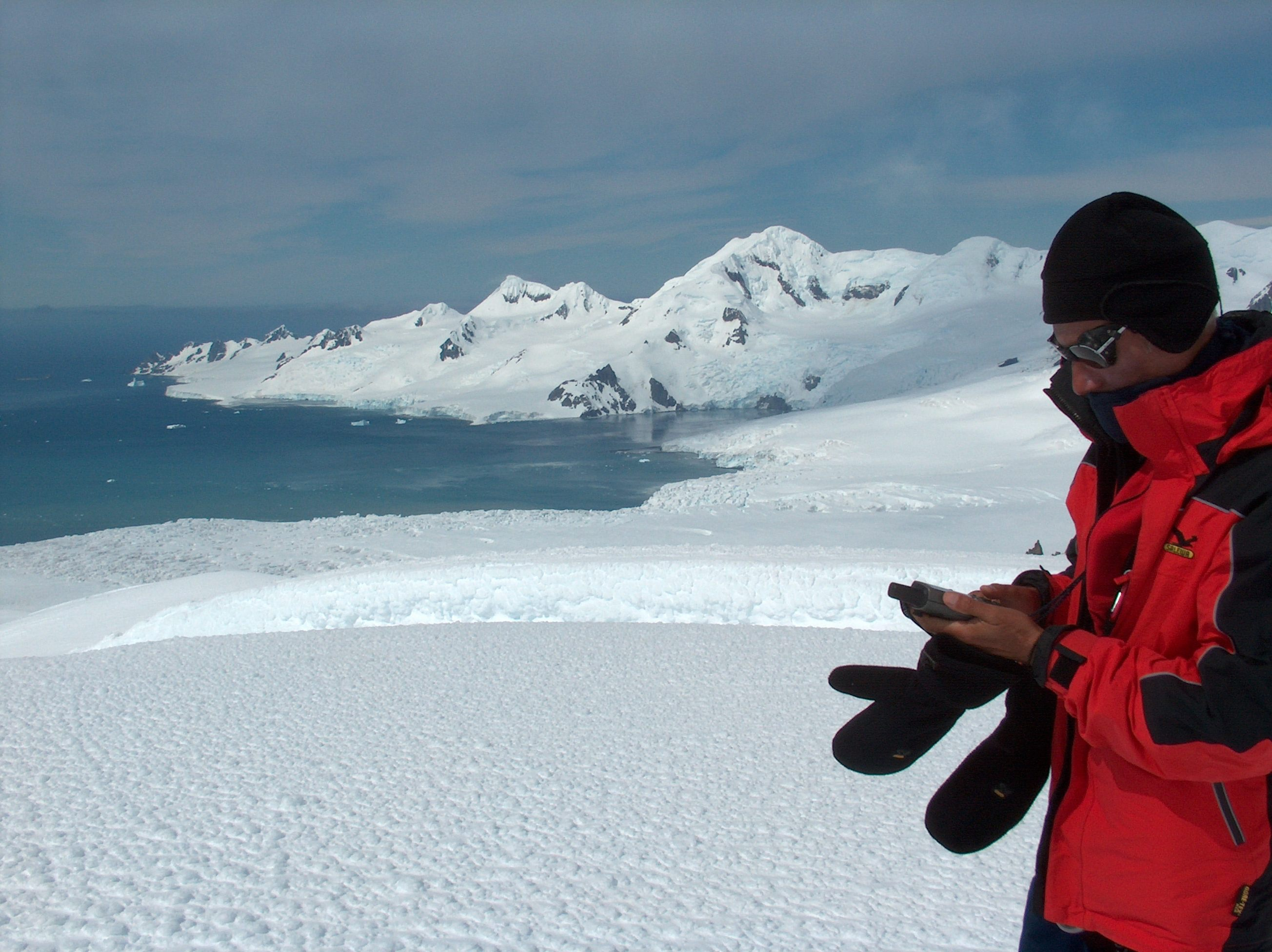
Fältarbete

Antarktis har inga permanenta invånare, på de olika forskningsstationerna lever däremot varje sommar mer än 4 000 och året runt omkring 1 000 personer. Fram till 2009 hade elva barn fötts på kontinenten.
Emilio Marcos Palma, född 7 januari 1978 på Esperanzabasen i argentinska territoriet på Antarktis, är den först dokumenterade person som blivit född på kontinenten. 1986–1987 föddes en pojke och en flicka på den chilenska stationen.
I området söder om den sextionde breddgraden på södra halvklotet finns idag 82 forskningsstationer, däribland 37 stationer som används hela året och 36 stationer som bara bedrivs under sommaren. Den största stationen är McMurdo (USA) som liknar en stad. Mycket känd är också Amundsen–Scott-basen (USA) som ligger direkt på den geografiska Sydpolen. Den japanska permanenta forskningsstationen Syowa är känd genom populärkulturen. Sverige har två stationer på Antarktis som heter Wasa och Svea och som är belägna i den sektor Norge gör anspråk på, Drottning Mauds land. Stationen Wasa ligger bara några hundra meter från den finländska forskningsstationen Aboa. De svenska stationerna förvaltas av Polarforskningssekretariatet.

## Framtid och risker

### Antarktis framtid
I förhållande till övriga kontinenter är Antarktis miljö god, vilket beror på dess isolerade läge. Sedan Antarktisfördraget undertecknades den 1 december 1959 har totalförbud för kommersiell exploatering fastslagits. Trots detta har kontinenten till viss del skadats av mänsklig påverkan. Forskare och upptäcktsresande har under åren varit tvungna att bygga olika former av bostäder och forskningsstationer. Detta har gjort att landskapet utsatts för avfall som kan vara skadligt för både djur och natur.
Ozonlagrets uttunning är ett allvarligt hot mot Antarktis miljö, som beror på mänsklig påverkan av att använda freoner. Detta stör även djurlivet på Antarktis då tillgången på föda minskar.

### Effekten på den globala uppvärmningen
En del av Antarktis har värmts upp; särskilt stark uppvärmning har noterats på Antarktishalvön. En studie av Eric Steig som publicerades 2009 konstaterade för första gången att den kontinentbredda genomsnittliga yttemperaturtrenden i Antarktis är något positiv vid >0,05 °C per decennium från 1957 till 2006. Denna studie noterade också att västra Antarktis har värmts med mer än 0,1 °C per decennium under de senaste 50 åren, och denna uppvärmning är starkast på vintern och våren. Detta kompenseras delvis av höstkylning i östra Antarktis. Det finns bevis från en studie om att Antarktis värms upp som ett resultat av mänskliga koldioxidutsläpp, men detta förblir tvetydigt. Mängden ytvärmning i Västantarktis, även om den är stor, har inte lett till någon märkbar smältning vid ytan och påverkar inte den västantarktiska inlandsisens bidrag till havsnivån. Istället tros de senaste ökningarna av glaciärutflödet bero på ett inflöde av varmt vatten från djuphavet, precis utanför kontinentalsockeln. Nettobidraget till havsnivån från Antarktishalvön är mer troligtvis ett direkt resultat av den mycket större atmosfäriska uppvärmningen där.
2002 kollapsade Antarktishalvöns Larsens shelfis. Mellan 28 februari och 8 mars 2008 kollapsade cirka 570 km2 is från Wilkins shelfis på den sydvästra delen av halvön, vilket sätter de återstående 15 000 km2 av shelfisen i riskzonen. Isen hölls tillbaka av en cirka 6 km bred "tråd" av is, innan den kollapsade den 5 april 2009.  Enligt NASA inträffade den mest utbredda ytsmältningen i Antarktis under de senaste 30 åren 2005, då ett område med is som är jämförbart i storlek till Kalifornien kort smält och fryst; detta kan ha resulterat i temperaturer som stiger till så högt som 5 °C.
En studie publicerad i Nature Geoscience 2013 (online i december 2012) identifierade centrala västra Antarktis som en av de snabbast uppvärmande regionerna på jorden. Forskarna presenterade kompletta temperaturdata från Byrd Station och hävdar att dessa "avslöjar en linjär ökning av den årliga temperaturen mellan 1958 och 2010 på 2,4 ± 1,2 °C".

### Ozonhål

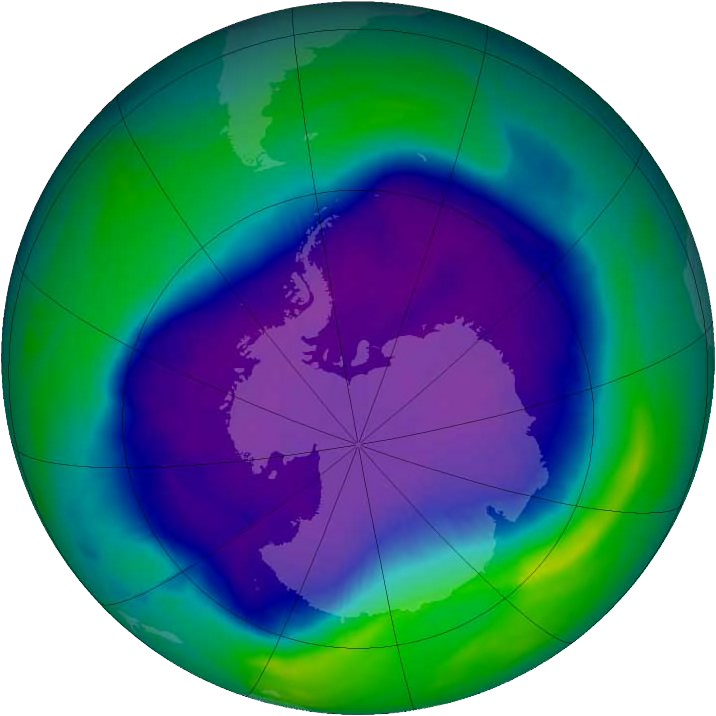
Bild över det dittills största ozonhålet i Antarktis, fotograferat av NASA i september 2006.

Det finns ett stort område med låg ozonkoncentration eller "ozonhål" över Antarktis. Detta hål täcker nästan hela kontinenten och var som störst i september 2008. Hålet upptäcktes av forskare 1985 och har tenderat att öka under observationsåren. Ozonhålet tillskrivs utsläpp av klorfluorkolväten eller klorfluorkarboner i atmosfären, som sönderdelar ozonet i andra gaser.
Vissa vetenskapliga studier tyder på att ozonnedbrytning kan ha en dominerande roll för att reglera klimatförändringar i Antarktis (och ett bredare område på södra halvklotet). Ozon absorberar stora mängder ultraviolett strålning i stratosfären. Ozonnedbrytning över Antarktis kan orsaka en kylning av cirka 6 ° C i den lokala stratosfären. Denna kylning har effekten att intensifiera de västliga vindarna som flyter runt kontinenten (den polära virveln) och förhindrar således utströmning av den kalla luften nära Sydpolen. Som ett resultat hålls den kontinentala massan av den öst-antarktiska isarken vid lägre temperaturer, och de perifera områdena på Antarktis, särskilt den Antarktiska halvön, utsätts för högre temperaturer, vilket främjar snabbare smältning. Modeller antyder också att ozonnedbrytningen/den förbättrade polära virveleffekten också står för den senaste tidens ökning av havsis strax utanför kontinentens kust.